# Vassevere
Vassevere (Duits: Wassefer) is een plaats in de Estlandse gemeente Mustvee, provincie Jõgevamaa. De plaats heeft de status van dorp (Estisch: küla).
De plaats lag tot in oktober 2017 in de gemeente Saare. In die maand ging de gemeente op in de gemeente Mustvee.

## Bevolking
De ontwikkeling van het aantal inwoners blijkt uit het volgende staatje:
| Jaar            | 2011 | 2017 | 2019 | 2021 |
| --------------- | ---- | ---- | ---- | ---- |
| Aantal inwoners | 36   | 42   | 40   | 45   |

## Ligging
Vassevere ligt ten oosten van het grotere dorp Voore. De rivier Kullavere vormt voor een deel de grens tussen de twee dorpen en ook voor een deel de oostgrens van Vassevere, omdat de rivier hier sterk meandert.

## Geschiedenis
Vassevere werd in 1582 voor het eerst genoemd als Wassawer, in 1601 als Wasiower, in 1624 als Wassefer of Waßefer en in 1758 als Wassofer. Het dorp lag op het landgoed van Rojel (Roela, dat sinds 1977 Voore heet).
In 1909 viel de plaats onder de gemeente Rojel, die in 1939 werd omgedoopt in de gemeente Voore. Vanaf 1992 viel Vassevere onder de gemeente Saare. In 1977 kreeg Vassevere het buurdorp Kärba erbij.